# Liste der Handfeuerwaffen/P

## P#…
- P08 / Pistole 08 / Parabellum (Deutschland - Pistole - 9 × 19 mm Parabellum)
- P90 (Belgien)
- P-93 (Polen - Pistole - 9 × 18 mm)
- Pistole 1900/06/29 (Schweiz)

## PA…
- PA-63 (Ungarn - Pistole - 9 × 18 mm Makarow)
- Pancor Jackhammer (USA - Selbstladeflinte - Kaliber 12)
- PAPOP 2 (Frankreich - Sturmgewehr/Granatwerfer -)
- Para Ordnance LDA (Kanada - Pistole - .40 S&W & .45 ACP)
- Para Ordnance P13-45 (Kanada - Pistole - .45 ACP)
- Para Ordnance P14-45 (Kanada - Pistole - .45 ACP)
- Para Ordnance P16-10 (Kanada - Pistole - 10 mm Norma)
- Para Ordnance P16-40 (Kanada - Pistole - .40 S&W)
- Para Ordnance P18-9 (Kanada - Pistole - 9 mm Luger)
- Parker-Hale M-85 (UK/USA - Repetiergewehr - 7,62 mm NATO)
- Parker-Hale PDW (UK/USA - MP - 9 × 19 mm Parabellum)
- Pauza P50 (USA - Selbstladegewehr - .50 BMG)
- PAWS ZX5 (USA - MP - .45 ACP)

## Pardini
- Pardini K10 (Italien - Luftpistole - 4,5mm)
- Pardini Sport Pistol (SP) (Italien - Pistole - .22 lfB)
- Pardini HP (Italien - Pistole - .32 S&W)
- Pardini FP (Italien - Pistole - .22 lfB)
- Pardini GT9 (Italien - Pistole - 9 mm Para)
- Pardini GT45 (Italien - Pistole - .45 ACP)
- Pardini IPSC (Italien - Pistole - .40 S&W)

## PD…
- PDSHP (Georgien - Anti-materiel rifle)

## PE…
- Peters Stahl Trophy Master
- Peters Stahl Hunter
- Petter 1935 (7,65 mm lang)

## PG…
- PGM Hécate II (Frankreich - Repetiergewehr - .50 BMG)
- PGM Ultima Ratio Commando II (Frankreich - Repetiergewehr - 7,62 mm NATO)
- PGM Ultima-Ratio Intervention (Frankreich - Repetiergewehr - 7,62 mm NATO)

## PH…
- Phoenix Arms HP25 (USA - Pistole -)
- Phoenix Arms HP22 (USA - Pistole -)
- PHP (Pistole) (Prvi Hrvatski Pištolj - Erste Kroatische Pistole)

## PI…
- Pistolet Union à canon de 101 mm (Hersteller: Union France, St. Etienne)

## PK…
- PK (Russland - Universalmaschinengewehr - 7,62 × 54 mm R)

## PL…
- Plants Army Revolver

## PM…
- PM-63 (Polen - MP - 9 × 18 mm Makarow)
- PM-84 (Polen - MP - 9 × 18 mm Makarow)
- PM-98 (Polen - MP -)
- PMM (Sowjetunion - Pistole - 9 × 18 mm Makarow)

## PO…
- POF SMG5-K (Pakistan - MP - 9 × 19 mm: Lizenzproduktion der HK MP5K)
- Polytech AK-47 (China -)
- Polytech AKS (China -)
- Polytech Legend National Match (China -)
- Polytech Legend AK-47S (China -)

## PP…
- PPS-43 (Russland - MP - 7,62 × 25 mm)
- PPSch-41 (Russland - MP - 7,62 × 25 mm)
- PP-19 Bison (Russland - MP - 9 × 19 mm)
- PP-19-01 (Russland - MP - 9,2 × 18 mm, 9-mm-Parabellum, 9 × 17 mm, 7,62 × 25-mm-TT)

## PR…
- Professional Ordnance Carbon-15 Pistol (USA -)
- Professional Ordnance Carbon-15 Type 97 (USA -)
- Protecta Bulldog (Südafrika - Flinte - Kaliber 12)

## PS…
- PSG-1
- PSL-Scharfschützengewehr

## PT…
- PTRS-41 (Russland - Panzerbüchse - Einzellader - 14,5 × 114mm)
- PTRD (Russland - Panzerbüchse - Selbstlader - 14,5 × 114mm)

## PW…
- PWA Micro-CAR (USA -)

## PJ…
- PJa (Russland - Pistole - 9 × 19 mm 7N21)

## PZ…
- Pz.B. 38 (Deutschland - Panzerbüchse)
- Pz.B. 39 (Deutschland - Panzerbüchse)
- Pz.B. M.SS41 (Deutschland - Panzerbüchse)